# MBB
MBB, d.o.o. Mengeš je slovensko podjetje, se se ukvarja z nadgradnjo tovornih vozil. Podjetje ima več 20-letno tradicijo.

## Izdelki
- Keson za lahka in težja tovorna vozila
- Prekucnik
- Nosilna struktura za avtovleko
- Furgonska nadgradnja
- Črpalna postaja za oskrbo z gorivom
- Drugo: izvlečna stopnička za lažji dostop, strešni spojler za zmanjšanje zračnega upora, vzvratna kamera za boljši pregled, dodatno zračno vzmetenje